# (4346) Whitney
(4346) Whitney es un asteroide perteneciente al cinturón de asteroides, descubierto el 23 de febrero de 1988 por Andrew Noymer desde el Observatorio de Siding Spring, Nueva Gales del Sur, Australia.

## Designación y nombre
Designado provisionalmente como 1988 DS4. Fue nombrado Whitney en honor al astrónomo estadounidense Charles A. Whitney profesor de astronomía en la Universidad de Harvard.

## Características orbitales
Whitney está situado a una distancia media del Sol de 3,017 ua, pudiendo alejarse hasta 3,290 ua y acercarse hasta 2,745 ua. Su excentricidad es 0,090 y la inclinación orbital 10,23 grados. Emplea 1914 días en completar una órbita alrededor del Sol.

## Características físicas
La magnitud absoluta de Whitney es 12,5. Tiene 11,151 km de diámetro y su albedo se estima en 0,156.